# Cosmos (Buck-Tick-album)
A Cosmos a Buck-Tick japán rockegyüttes kilencedik nagylemeze, mely 1996-ban jelent meg. Hatodik volt az Oricon albumlistáján, két hét alatt 130 000 darabot adtak el belőle. A lemezt 2002-ben digitálisan újramaszterelték, majd 2007-ben ismét újramaszterelték. A Tight Rope című dalt újra felvették a 2007-es Alice in Wonder Underground című kislemezükre, a Sane pedig a 2012-es Elise no tame ni kislemezükre is felkerült. Az albumra jelentős befolyással volt az elektronikus zene, ahogy az együttes mindinkább a cyberpunk felé fordult.

## Dallista
Az összes dalszöveg szerzője Szakurai Acusi, kivéve, ahol külön jelölve van; az összes szám szerzője Imai Hiszasi, kivéve, ahol külön jelölve van.
| 1.    | Maria                    |              |                 | 3:52 |
| 2.    | Candy (キャンディ)       |              |                 | 4:23 |
| 3.    | Chocolate (チョコレート) |              | Hosino Hidehiko | 4:05 |
| 4.    | Sane                     |              |                 | 4:34 |
| 5.    | Tight Rope               |              |                 | 5:16 |
| 6.    | Idol                     |              |                 | 4:58 |
| 7.    | Living on the Net        | Imai Hiszasi |                 | 4:07 |
| 8.    | Foolish                  |              |                 | 3:59 |
| 9.    | In                       |              | Hosino Hidehiko | 4:31 |
| 10.   | Ash-ra                   |              |                 | 5:09 |
| 11.   | Cosmos                   |              |                 | 5:01 |
| 49:50 |                          |              |                 |      |

| 12. | Candy (kislemez-verzió)     | 4:23 |
| 13. | Chocolate (kislemez-verzió) | 4:05 |